# Dumarsais Estimé
Léon Dumarsais Estimé (Verrettes, 21 de abril de 1900 - Nueva York, 20 de julio de 1953) fue un político haitiano, Presidente de Haití del 16 de agosto de 1946 al 10 de mayo de 1950.

## Biografía

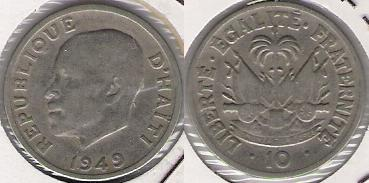
Efigie de Estimé en monedas haitianas.

Nació en el pequeño pueblo de Verrettes en abril de 1900.
Entre 1937 y 1940 sirvió como Ministro de Educación Nacional, Agricultura y Trabajo en el gobierno de Sténio Vincent.
Asumió la presidencia de Haití en agosto de 1946. Su gobierno estuvo marcado por una serie de reformas agrícolas (que incluyeron, por ejemplo, la introducción del cultivo de arroz en el país).
El 1 de diciembre de 1949, inauguró la Exposición General de segunda categoría de Puerto Príncipe. El costo planificado de $ 4,000,000 para la organización de esta Exposición Mundial por parte del Gobierno de Haití alcanzó los $ 26,000,000, de los cuales $ 10,000,000 no fueron justificados. Este escándalo provocó fuertes críticas en el país. En mayo de 1950 un golpe de Estado liderado por Franck Lavaud derrocó al gobierno de Estimé, para luego llevar a otro líder golpista, Paul E. Magloire, a la presidencia tras ser elegido oficialmente en octubre de ese año. 
Fue puesto bajo arresto domiciliario y posteriormente se exilió en París. Falleció en julio de 1953 en Nueva York.